# Saint-Esprit (Québec)
Pour les articles homonymes, voir Saint-Esprit (homonymie).
Ne doit pas être confondu avec la municipalité canadienne Esprit-Saint (Québec).
Saint-Esprit est une municipalité du Québec (Canada), située dans la municipalité régionale de comté (MRC) de Montcalm dans la région administrative de Lanaudière. Fondée en 1808, Saint-Esprit a une population d'environ 2 000 habitants et possède une superficie de 54 km2. Les habitants de Saint-Esprit se nomment les Spiritois(se).

## Toponymie
Le lieu est érigés comme municipalité de la paroisse de Saint-Ours-du-Saint-Esprit en 1855. Le nom rappelle Saint-Esprit et Paul-Roch de Saint-Ours (1747-1814).
En 1956, Saint-Ours-du-Saint-Esprit a abrégé son nom en Saint-Esprit.

## Histoire
Au début de sa colonnisation, le territoire fait partie de la seigneurie de L'Assomption.
En 2000, la municipalité de paroisse a changé son statut pour celui de municipalité.

## Géographie
La municipalité est située au carrefour de l'autoroute 25 et des routes 125 et 158, à environ 45 km de Montréal.
La rivière Saint-Esprit traverse la municipalité du nord-ouest au sud-est pour ensuite aller se jeter dans la rivière L'Assomption.

## Démographie
| 1991  | 1996  | 2001  | 2006  | 2011  | 2016  | 2021  |
| ----- | ----- | ----- | ----- | ----- | ----- | ----- |
| 1 845 | 1 908 | 1 850 | 1 868 | 1 963 | 1 967 | 2 011 |

## Administration
Les élections municipales se font en bloc et suivant un découpage de six districts.
| Saint-Esprit Maires depuis 2005                                                                                      |                    |         |          |
| Élection | Maire              | Qualité | Résultat |
| 2005 | Danielle H.-Allard |         | Voir     |
| 2009 | Michel Brisson     |         | Voir     |
| 2013 | Michel Brisson     | Voir    |          |
| 2017 | Michel Brisson     | Voir    |          |
| 2021 | Germain Majeau     |         | Voir     |
| Élection partielle en italique Depuis 2005, les élections sont simultanées dans toutes les municipalités québécoises |                    |         |          |

## Économie
Municipalité agricole, elle possède une superficie cultivable de 4 796 ha et une agriculture mixte comprenant la production porcine, laitière, céréalière, la culture maraîchère et l'acériculture. Elle est d'ailleurs considérée comme la capitale des érablières dans la région de Lanaudière.
Des industries, comme un abattoir de porcs appartenant à Olymel, sont présentes dans le parc industriel de Saint-Esprit.
Privé, l’aérodrome de Saint-Esprit (en) est situé au nord-ouest du village centre, le long de la route 125. L'essentiel de ses mouvements d'aéronefs est lié à l'implantation sur le site d'une des deux écoles de Parachute Montréal.

## Éducation
La Commission scolaire des Samares administre les écoles francophones:
- École Dominique-Savio[5]

La Commission scolaire Sir Wilfrid Laurier administre les écoles anglophones:
- École primaire Joliette à Saint-Charles-Borromée[6]
- École secondaire Joliette à Joliette[7]

## Attraits
- Parachute Montréal propose des sauts en tandem et des formations pour sauteurs solo. Le centre est ouvert toute la semaine, avec des horaires élargis le week-end[8].